# Attentat de Damas du 11 mars 2017
Pour les articles homonymes, voir attentat de Damas.
L'attentat de Damas du 11 mars 2017 a lieu lors de la guerre civile syrienne.

## Déroulement
L'attaque a lieu dans la vieille ville de Damas, près du cimetière de Bab al-Saghir. Elle vise des pèlerins chiites — en grande majorité des Irakiens — venus visiter le cimetière et la mosquée Sayyida Zeinab,. Selon la chaîne de télévision du Hezbollah, Al-Manar, une première explosion frappe les pèlerins alors que ces derniers descendaient des bus qui les avaient emmené au cimetière. Dix minutes plus tard, une deuxième explosion frappe les membres de la protection civile venus porter secours aux blessés. Le quotidien pro-gouvernemental Al-Watan affirme de son côté que trente minutes ont séparé les deux explosions et qu'un engin explosif a été découvert sur une moto et désamorcé par la police.

## Revendication
L'attentat est revendiqué le 12 mars par le Hayat Tahrir al-Cham,. Le groupe djihadiste déclare dans un communiqué qu'une « double attaque » a été menée par « deux héros de l'islam [...] au cœur de la capitale Damas, faisant des dizaines de morts et de blessés ». Il affirme avoir visé les « milices iraniennes » soutenant le « régime tyrannique » de Bachar el-Assad.
Le même jour, la chaîne de télévision libanaise Al Mayadeen affirme que l'attentat a été revendiqué par Alwiyat Saif al-Cham, un groupe de l'Armée syrienne libre, mais ce dernier dément toute implication,.

## Bilan humain
Le jour même de l'attaque, l'agence Sana et la télévision d'État syrienne donne un bilan de 40 morts et 120 blessés et fait mention de deux bombes,. Le ministère irakien des Affaires étrangères fait quant à lui état de la mort d'une quarantaine de ses ressortissants et de plus 100 blessés. L'Observatoire syrien des droits de l'homme (OSDH) donne de son côté un bilan d'au moins 46 morts, mais il le revoit à la hausse le lendemain en affirmant que plusieurs personnes ont succombé à leurs blessures, il le porte alors à 74 morts au moins, dont 43 pèlerins chiites irakiens — dont dix femmes et six enfants — 11 civils syriens et 20 miliciens pro-régime,,.